# Либ, Марк
Марк Либ (нем. Marc Lieb; род. 4 июля 1980 года в Бад-Канштатте, Штутгарт, Баден-Вюртемберг, ФРГ) — немецкий автогонщик, чемпион мира по автогонкам на выносливость (2016), победитель автомарафонов 24 часа Ле-Мана (2016), 24 часа Спа (2003), 24 часа Нюрбургринга (2007-2009, 2011).

## Гоночная карьера
Либ начал участвовать в гонках картов в 1992 году. В 1995 году он перешёл в немецкую Формулу-Рено 1800, где на следующий год стал серебряным призёром. С 1998 года выступал в Формуле-Рено 2.0 Германия. В 1999 году завоевал третье место в Еврокубке Формулы-Рено.
С 2000 года Либ участвует в гоночной программе Porsche, выступая в Немецком кубке Porsche Carrera завоевав 5-е место в 2000 и 7-е в 2001. В 2001 году Либ также финишировал на подиуме в Суперкубке Порше.
В 2002 году Либ завоевал Немецкий кубок Порше, одержав 4 победы в сезоне. Он также одержал две победы на этапах чемпионата FIA GT в Брно и Пергузе в классе N-GT. Либ также принял участие в 12 часах Себринга и Petit Le Mans, но не финишировал в обеих гонках.
В 2003 году, уже будучи заводским гонщиком Porshe, Либ вместе с Стефаном Ортелли стал победителем чемпионата FIA GT в классе N-GT, выиграв три этапа, включая 24 часа Спа. В тот же год он стал серебряным призёром 24 часов Ле-Мана в классе GT2.
В 2004 году Либ участвовал в Американской серии Ле-Ман вместе с Роменом Дюма за Alex Job Racing. Начав со второго места в классе в Себринге, они заняли 4-е место по итогам сезона, одержав победы в Портленде и Лагуна-Секе.
После сезона 2004 года Либ поступил на инженерный факультет Университета прикладных наук Эслингена, сочетая учёбу и участие к гонках по сокращенной программе. Ранее Либ проучился два семестра на факультете машиностроения и автомобилестроения Штутгартского университета, прежде чем полностью сосредоточиться на гонках. После завершения учёбы он сочетает участие в гонках с инженерной работой на предприятии Porsche в Вайсахе.
Вернувшись в 2005 году в чемпионат FIA GT, Либ вместе с Майком Роккенфеллером одержал победу в классе GT2 как по итогам сезона, так в 24 часах Спа.
В это же году он одержал ещё две победы в классе GT2: в Серии автогонок на выносливость Ле-Ман в составе команды Sebah Automotive, выиграв 3 этапа из 4, и в 24 часах Ле-Мана вместе в Майком Роккенфеллером и Лео Хиндри. На следующий год Либ повторил успех в Серии Ле-Ман с Жоэлем Каматиасом.
Сезоны 2007 и 2008 года Либ провёл в Серии Ле-Ман в составе команды Team Felbermayr-Proton.
В 2009 году вместе с новым напарником Рихардом Лицом Либ победил в Европейской серии Ле-Ман, одержав 3 победы на 5 этапах. Он также вернулся в 24 часа Ле-Мана вместе с Лицом и Хенцлером, но не смог финишировать. На этапе чемпионата FIA GT в Золдере вместе с Дэррилом О’Янгом Либ занял 8-е место, а в Нюрбургринге смог одержать третью подряд победу. Он также принял участие в трёх гонках Американской серии Ле-Ман: вместе с Йоргом Бергмайстером и Патриком Лонгом в составе Flying Lizard Либ занял в классе 4-е место в Себринге и 5-е в Роуд Атланте, а вместе с Вольфом Хенцлером в составе Farnbacher-Loles' team — 2-е место в классе на Гран-при Юты.
В 2010 году Марк Либ вместе с Рихардом Лицем одержал вторую подряд победу в Серии Ле-Ман, одержав три победы против двух у Жайме Мело и Джанмарии Бруни из AF Corse, они же вместе с Хенцлером одержали победу в 24 часах Ле-Мана в классе GT2, ставшую для Либа второй. В Американской серии Ле-Ман, выступая по-прежнему с Йоргом Бергмайстером и Патриком Лонгом в составе Flying Lizard, Либ повторил результат предыдущего года: 4-е место в Себринге и 5-е в Роуд Атланте.
Следующий сезон 2011 года в Европейской серии Ле-Ман в новом классе LMGT Pro Либ и Лиц провели без побед, ограничившись двумя подиумами, заняв 5-е место в личном и 3-е место в командном зачёте в классе. Они же вместе с Хенцлером заняли 4-е место в классе LMGT Pro в 24 часах Ле-Мана. В Себринге вместе с Йоргом Бергмайстером и Патриком Лонгом в составе Flying Lizard и в Дейтоне в составе Brumos Racing Либ занял 6-е место, а вместе с Тимо Бернхардом, Роменом Дюма и Лукасом Луром одержал победу в 24 часах Нюрбургринга. В качестве напарника Алекса Дэвидсона в двух заездах гонки Gold Coast 600 занял 23-е и 18-е места.
В 2012 году Либ вместе с Team Felbermayr-Proton перешёл из Европейской серии Ле-Ман во вновь учреждённый чемпионат мира по автогонкам на выносливость. В дебютном сезоне команда с 7 подиумами (включая 2 победы) заняла третье место в классе LMGTE Pro и обеспечила Porsche второе место в зачёте автопроизводителей в категории GT. В Дейтоне в составе Brumos Racing Либ занял 3-е место, в качестве напарника Джонатона Уэбба в двух заездах гонки Gold Coast 600 занял 2-е и 14-е места.
В 2013 году Либ вместе с Лицем перешёл в заводскую команду Porsche в классе LMGTE Pro, где одержал победу в классе в 24 часах Ле-Мана (вместе с Роменом Дюма, выступившим в качестве третьего гонщика на первых трёх этапах), занял 5 четвёртых мест и по одному 5-му и 6-му, что принесло ему 5-е место в личном и 3-е в командном зачёте. Он также завоевал 2-е место в общем зачёте в 24 часах Спа и победил в классе в 24 часах Нюрбургринга. В Дейтоне в составе Brumos Racing Либ не финишировал, в качестве напарника Джонатона Уэбба провёл три гонки в V8 Supercars.
4 сентября Либ проехал Нордшляйфе на Porsche 918 Spyder за 6 мин 57 с, что является третьим временем, показанным на трассе на дорожном автомобиле.
С 2014 года стал выступать в чемпионате мира по автогонкам на выносливость в классе LMP1, одержав вместе с напарниками первую победу для Porsche на этапе FIA WEC.
В 2014—2015 годах Либ становился двукратным бронзовым призёром чемпионата. Однако в Ле-Мане его преследовали неудачи: в 2014 году он не мог бороться за победу из-за технических проблем, в 2015 — из-за аварии.
Наиболее успешным в карьере Либа стал 2016 год: в первых трёх этапах чемпионата мира по автогонкам на выносливость вместе с напарниками по экипажу он выиграл две гонки, одержав единственную в карьере победу в Ле-Мане, и один раз занял второе место. И хотя оставшиеся гонки прошли менее удачно (4 четвёртых места, 1 пятое и 1 шестое), набранных очков хватило, чтобы в течение всего сезона удерживать лидерство и стать вместе с Роменом Дюма и Нилом Яни чемпионами мира.
Через неделю после заключительной гонки сезона Либ был отчислен из команды и переведен на должность, не связанную с участием в гонках.
В 2017 году Либ принял участие в 4 гонках, заняв 2-е место в общем зачёте и одержав победу в классе в 12 часах Батерста и был запасным гонщиком Porsche в 24 часах Ле-Мана.

## Результаты, показанные в ходе карьеры

### 24 часа Ле-Мана
| Год  | Команда                         | Напарники                     | Автомобиль          | Класс   | Круги | Позиция в общем зачёте | Позиция в классе |
| ---- | ------------------------------- | ----------------------------- | ------------------- | ------- | ----- | ---------------------- | ---------------- |
| 2003 | Orbit Racing                    | Лео Хиндери Питер Барон       | Porsche 911 GT3-RS  | GT      | 314   | 17-й                   | 2-й              |
| 2004 | Orbit Racing BAM!               | Лео Хиндери Майк Роккенфеллер | Porsche 911 GT3-RS  | GT      | 223   | НФ                     | НФ               |
| 2005 | Alex Job Racing BAM! Motorsport | Лео Хиндери Майк Роккенфеллер | Porsche 911 GT3-RSR | GT2     | 332   | 10-й                   | 1-й              |
| 2009 | Team Felbermayr-Proton          | Вольф Хенцлер Рихард Лиц      | Porsche 997 GT3-RSR | GT2     | 24    | НФ                     | НФ               |
| 2010 | Team Felbermayr-Proton          | Вольф Хенцлер Рихард Лиц      | Porsche 997 GT3-RSR | GT2     | 338   | 11-й                   | 1-й              |
| 2011 | Team Felbermayr-Proton          | Вольф Хенцлер Рихард Лиц      | Porsche 997 GT3-RSR | GTE Pro | 312   | 16-й                   | 4-й              |
| 2012 | Team Felbermayr-Proton          | Вольф Хенцлер Рихард Лиц      | Porsche 997 GT3-RSR | GTE Pro | 184   | НФ                     | НФ               |
| 2013 | Porsche AG Team Manthey         | Ромен Дюма Рихард Лиц         | Porsche 911 RSR     | GTE Pro | 315   | 15-й                   | 1-й              |
| 2014 | Porsche Team                    | Ромен Дюма Нил Яни            | Porsche 919 Hybrid  | LMP1-H  | 348   | 11-й                   | 4-й              |
| 2015 | Porsche Team                    | Ромен Дюма Нил Яни            | Porsche 919 Hybrid  | LMP1    | 391   | 5-й                    | 5-й              |
| 2016 | Porsche Team                    | Ромен Дюма Нил Яни            | Porsche 919 Hybrid  | LMP1    | 384   | 1-й                    | 1-й              |

### FIA WEC
| Год  | Команда                 | Класс     | Шасси               | Двигатель                       | 1      | 2     | 3      | 4     | 5      | 6     | 7     | 8     | 9     | Место | Очки  |
| ---- | ----------------------- | --------- | ------------------- | ------------------------------- | ------ | ----- | ------ | ----- | ------ | ----- | ----- | ----- | ----- | ----- | ----- |
| 2012 | Team Felbermayr-Proton  | LMGTE Pro | Porsche 997 GT3-RSR | Porsche 4.0 L Flat-6            | SEB 2  | SPA 1 | LMS НФ | SIL 3 | SÃO 3  | BHR 3 | FUJ 1 | SHA 2 |       | 3-й*  | 133*  |
| 2013 | Porsche AG Team Manthey | LMGTE Pro | Porsche 911 RSR     | Porsche 4.0 L Flat-6            | SIL 4  | SPA 5 | LMS 1  | SÃO 4 | COA 4  | FUJ 4 | SHA 6 | BHR 4 |       | 4-й   | 123   |
| 2014 | Porsche Team            | LMP1      | Porsche 919 Hybrid  | Porsche 2.0 L Turbo V4 (Hybrid) | SIL НФ | SPA 4 | LMS 11 | COA 4 | FUJ 4  | SHA 3 | BHR 2 | SÃO 1 |       | 3-й   | 117   |
| 2015 | Porsche Team            | LMP1      | Porsche 919 Hybrid  | Porsche 2.0 L Turbo V4 (Hybrid) | SIL 2  | SPA 2 | LMS 5  | NÜR 2 | COA 12 | FUJ 2 | SHA 2 | BHR 1 |       | 3-й   | 138,5 |
| 2016 | Porsche Team            | LMP1      | Porsche 919 Hybrid  | Porsche 2.0 L Turbo V4 (Hybrid) | SIL 1  | SPA 2 | LMS 1  | NÜR 4 | MEX 4  | COA 4 | FUJ 5 | SHA 4 | BHR 6 | 1-й   | 160   |

* В командном зачёте